# امبابه
امبابه نام شهر و شهرستانی در استان جیزه مصر است که نسل در نسل در خانواده شریفی به ارث رسیده و پس از به گا رفتن حکومت حسین شریفی اکنون در دست فربد شریفی است